# Dichiarazione di Giuseppe di Arimatea
La Dichiarazione (o narrazione) di Giuseppe di Arimatea è un apocrifo del Nuovo Testamento di incerta datazione, il cui manoscritto più antico (codice ambrosiano E190) è in greco e risale al XII secolo. Solitamente viene catalogato tra i vangeli della passione apocrifi, ma la tradizione manoscritta lo ha accostato agli scritti del Ciclo di Pilato, sebbene il prefetto romano svolga nell'apocrifo un ruolo marginale.
Il testo riporta la narrazione in prima persona di Giuseppe d'Arimatea degli eventi della passione, morte e risurrezione di Gesù. Viene dato particolare risalto alla storia e al ruolo dei due 'ladroni' crocifissi con Gesù, che il testo chiama Dema (quello buono) e Gesta (quello cattivo).